# Charity Wandia Mbogo
Charity Wandia Mbogo, née le 22 novembre 1977, est une athlète kényane.

## Carrière
Charity Wandia Mbogo est médaillée d'argent du 800 mètres aux Championnats d'Afrique d'athlétisme 2004 à Brazzaville et médaillée d'argent du relais 4 × 400 mètres aux Championnats d'Afrique d'athlétisme 2008 à Addis-Abeba.